# 旋转 (花样滑冰)

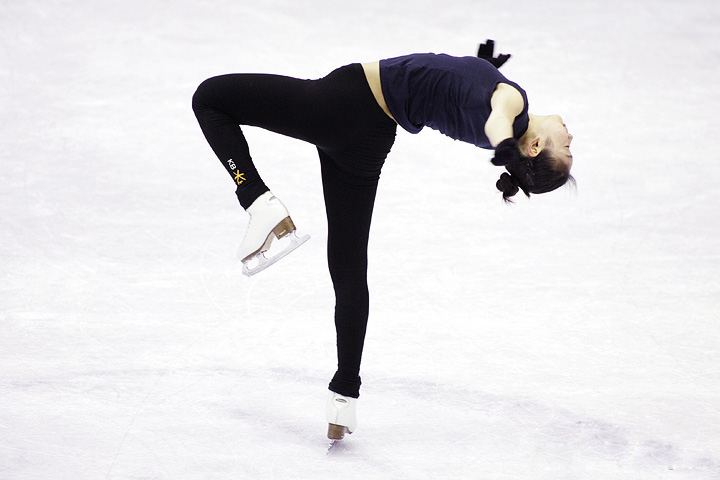
奧運金牌金妍兒正在執行單腳彎曲姿勢的燕式旋轉

花样滑冰的旋转动作，是花样滑冰的主要技术动作之一。在花样滑冰比赛中，要取得好的名次，高质量的旋转动作不可或缺。任何一种旋转动作都由准备动作、旋转用刃、旋转姿势和结束动作等四个步骤所组成。
旋转动作大体可以分为双足旋转、单足旋转、换足旋转、联合旋转和跳接旋转等五大种类。每一种类的旋转又可因旋转足用刃、旋转方向和姿势的不同，而名称也不同。

## 旋轉的種類

### 双足旋转
双足旋转是由两只脚支撑的旋转动作，最常做的双足旋转有:双足直立旋转, 双足直立交叉旋转。

### 单足旋转
凡用一只冰刀在冰上进行旋转的动作都属于单足旋转类。所以单足旋转可因旋转用刃和姿势的不同分为很多种类。

#### 直立旋转(upright spin)
一個直立旋轉是指選手使用直立的姿勢旋轉且頭部必須與脊椎保持在同一條線上，直立旋轉又有好幾種變化。

#### 弓身旋转(layback spin)
弓身旋轉也算是一種直立旋轉，由女性表演居多，是指背部拱起，頭部向後傾斜，自由腿處於阿提丢（attitude）姿勢，手臂經常向上舉起，弓身旋轉也可分為多種姿勢。

#### 燕式旋转(camel spin)
或翻譯為駝式旋轉，是指旋轉時浮腿向後，膝部高於髖部水平的旋轉姿勢，其中又可分為多種變化姿勢。

#### 蹲踞旋转(sit spin)

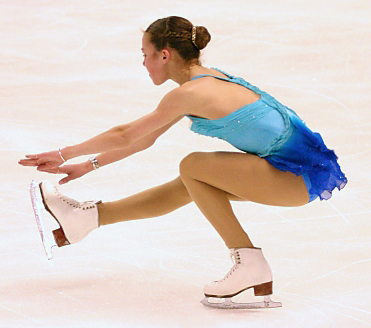
美國選手金米·梅斯纳尔正在執行跳接蹲踞旋轉

又翻譯成坐轉，顧名思義是指滑冰者以蹲姿旋轉，但臀部需低於膝蓋，或者至少大腿要和冰面平行，蹲轉也有幾種不同的變化姿勢。

### 换足旋转
换足旋转（Change foot spins）是指在连续不断的旋转中，从一只脚换到另一只脚的旋转。换足可以是一次换足，也可以是多次换足。在比賽中所有的換足旋轉每隻腳必須轉三圈，一種姿勢的換足旋轉每隻腳也必須在基本姿勢上完成兩圈，如在短曲比賽中未滿足上述任一條件，該旋轉不予計分，長曲中則會在計分表備標註"V"，會以另外較低的基礎分值計分。

### 联合旋转
联合旋转（Combination spins），或稱組合旋轉，是指将多种姿势的旋转与换足动作相结合起来的一种旋转的结合体。

### 跳接旋转
跳接旋转（Flying spins）是将跳跃动作与旋转动作相联合为一体的旋转动作，在比賽中跳接旋轉前必須要有一個清晰的跳的動作，如果未達成此要件在計分表上裁判會將此旋轉標記"V"，代表未滿足條件，會有較低的基礎分值。

## 雙人及冰舞的旋轉
在雙人滑冰中，選手會執行雙人旋轉（Pair spins）或是並排旋轉（Side-by-side spins 或 Solo spins），在並排旋轉中，兩位選手會並排但單獨執行相同的旋轉動作，有時一方會呼喊口號用以提醒另一方維持相同的旋轉節奏。而在雙人旋轉中，兩人會握住彼此，但可以呈現不同的旋轉動作。
在冰舞比賽中，冰舞選手會執行冰舞旋轉（Dance spins），冰舞旋轉與雙人滑中的雙人旋轉相同，只是名稱不同，另外冰舞項目中沒有並排旋轉。

## 旋轉的定級標準

### 旋轉變化姿勢過少
一個旋轉中如果只有兩種姿勢變化（兩種姿勢都至少要旋轉兩圈），在裁判評級時會評為"B"級，代表只做到最基本（Base）的要求，有相應的基礎分值。

### 旋轉圈數不足
在比賽中規定所有換腳的旋轉每隻腳都必須旋轉至少3圈，如果是單一姿勢換腳旋轉則每種姿勢中每隻腳至少要旋轉兩圈，在短曲中如果上述任一條件沒被滿足，該旋轉不予計分，在長曲中則會被標記"V"，不同評級會有相應較低的分值。

### 單人旋轉的定級要素
完成下列一項該旋轉即為1級，最多4級
1.難度姿勢變化（完成多次時按下列規定的限制來計算）
2.由跳躍執行的換腳動作
3.旋轉中不換足的跳躍
4.在同足上進行難度姿勢變化
5.難度進入或/滑出旋轉 
6.在蹲轉（只在後內刃變前外刃）、燕式、弓身和貝爾曼姿勢或任一種直立難度姿勢中有清晰的變刃
7.在第二隻腳上完成全部三種基本姿勢
8.蹲轉或燕式轉中由彼此立即相接的兩個方向的旋轉
9.燕式、蹲轉、弓身和貝爾曼姿勢或任一種直立難度姿勢中有清晰的加速 
10.在沒有變化姿勢/變化難度，換足或變刃情况下至少轉8圈（燕式轉、弓身轉、任何基本姿勢難度變化、或只在聯合旋轉中的非基本姿勢下難度變化）
11.在跳接旋轉/跳躍進入的旋轉中使用難度進入（見說明） 
弓身旋轉上的附加條件： 
12.清晰的後弓身變側弓身或相反的姿勢變化，在每種姿勢下至少轉兩圈（如果弓身旋轉姿勢是其它旋轉的一部分也可計入）
13.弓身旋轉後接貝爾曼姿勢（短曲中-在青年及成人組選手弓身旋轉8圈後或是進階初學者6圈後） 
- 上述條件 2-9,11-13 在一套節目中只計一次（第一次做的那次）
- 條件10一套節目中只計一次（第一次成功完成的旋轉那次；如果一個旋轉在兩隻腳上都完成了8圈的升級條件，從對運動員有利的角度考慮，這個升級條件可以算在任意一隻腳上）
- 在基本姿勢下任何種類的難度變化在一套節目中只計一次（第一次做的那次），在非基本姿勢下難度變化，在一套節目中只在聯合旋轉中計一次（第一次做的那次）
- 在任何換足旋轉中每隻腳最多計2個升級的條件

### 雙人並排旋轉的定級要素
1.難度變化（完成多次時按下列規定的限制來計算）
2.由跳躍執行的換腳動作
3.旋轉中不換足的跳躍
4.在同足上難度姿勢變化
5.難度進入/滑出旋轉
6.在蹲轉（只在後內刃變前外刃）、燕式、弓身和貝爾曼姿勢或任一種直立難度姿勢中有清晰的變刃
7.在第二隻腳上完成全部三種基本姿勢
8.蹲轉或燕式轉中由彼此立即相接的兩個方向的旋轉
9.燕式、蹲轉、弓身和貝爾曼姿勢或任一種直立難度姿勢中有清晰的加速 
10.在沒有變姿勢/難的變化，換足或變刃情况下至少轉6圈（燕式轉、弓身轉、任何基本姿勢難度變化、或只在聯合旋轉中的非基本姿勢下難度變化）
- 上述條件 2-10, 在一套節目中只計一次（第一次做的）
- 如果一個旋轉在兩隻腳上都完成了6圈的升級條件，從對運動員有利的角度考慮
- 在任何換足旋轉中每隻腳最多計2個升級的條件

### 雙人旋轉的定級要素
- 兩人皆執行兩種基本姿勢的變化

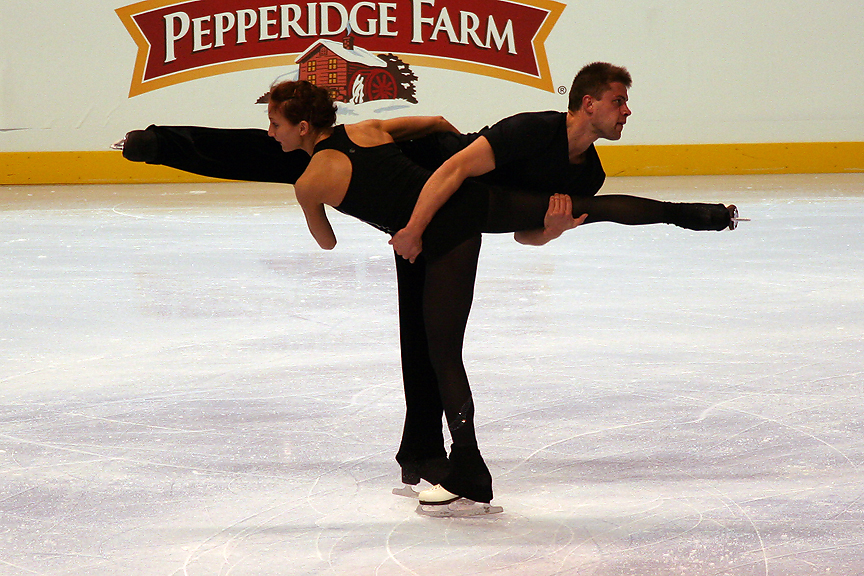
一組雙人旋轉

- 兩人執行3種不同的姿勢變化時，其中兩種可為非基本姿勢（兩人的每個姿勢是分開計算的，但每人必須執行至少一種難度變化）
- 由一人或兩人執行難度/跳接旋轉進入
- 難度滑出（Difficult exit）
- 兩個方向緊隨其後
- 在沒有變姿勢/難的變化或換足情况下至少轉6圈（燕式轉、蹲轉或難度直立旋轉）

## GOE分值
2018-2019年賽季起GOE（Grade of Execution，通常譯為執行分）從原本的±3分，更改到±5分在單人及雙人滑中，GOE正一分的分值為基礎分加上1/10分，負一分為基礎分扣掉1/10分，依此類推，若GOE分數超過小數點第二位則四捨五入，冰舞的旋轉計分則不遵照此模式，以下列出單人/雙人滑中的GOE加減分要素。

### 旋轉加分要素
達成以下標準一項即獲得GOE+1，兩項GOE+2，依此類推，至多加至5分，但如要達到+5需同時滿足加粗的前三項要素： 
- 良好的速度以及/或在旋轉過程中加速
- 對旋轉有著良好的控制、清晰的姿勢（高度以及跳接旋轉中在空中/落冰時的姿勢）
- 毫不費力的旋轉
- 旋轉維持良好的中線
- 富創意以及/或原創的旋轉方式
- 旋轉時符合音樂節奏
- 雙人並排旋轉時兩人保持良好的一致性以及距離
- 雙人旋轉時兩人保持良好的控制

### 旋轉扣分要素
每個要素包含一個扣分範圍，至多扣至5分： 
- 跌倒GOE-5
- 一隻手/浮足觸冰或雙手觸冰GOE-1~-3
- 粗劣的跳接/難度進入GOE-1~-3
- 跳接旋轉時起跳/落冰不正確GOE-1~-2
- 旋轉時位置偏移GOE-1~-3
- 旋轉時失去平衡GOE-1~-3
- 粗劣/笨拙或不美觀的姿勢GOE-1~-3
- 旋轉速度緩慢或降低GOE-1~-3
- 粗劣的換腳（包含進入/結束的曲線，除非更改方向）GOE-1~-3
- 旋轉圈數不足GOE-1~-3
- 換足旋轉中不平衡的旋轉圈數GOE-1
- 雙人並排旋轉中兩人旋轉時距離過長GOE-1~-3
- 雙人/並排旋轉中停止或不連續的動作（變換旋轉方向除外）GOE-1~-2
- 雙人並排旋轉中兩人不同步GOE-1~-3